# Metabolički put
U biokemiji, metabolički putevi su nizovi kemijskih reakcija prisutnih unutar stanice. U svakom metaboličkom putu, glavni se spoj modificira putem niza kemijskih reakcija. Enzimi kataliziraju te reakcije, i često su neophodni minerali dobiveni putem prehrane, vitamini, i drugi kofaktori da bi se ove reakcije omogućile. Zbog mnoštva metabolita koji mogu sudjelovati, metabolički putevi su obično prilično složeni. Pored toga, reakcije brojnih različitih puteva se simultano odvijaju unutar stanice. Sveukupnost metaboličkih puteva u stanici naziva se metabolička mreža. Metabolički putevi su važni za održavanje homeostaze unutar organizma. Putevi katabolizma (razgradnje) i anabolizma (sinteze) često rade neovisno kako bi došlo do formiranja novih molekula kao krajnjih produkata.
Metabolički putevi obuhvaćaju višestupanjske modifikacije inicijalnih molekula. Rezultirajući produkti mogu se koristiti na jedan od tri načina:
- trenutno korištenje
- iniciranje drugih metaboličkih puteva
- skladištenje u stanici

Supstrat ulazi u metabolički put ovisno o potrebama stanice i dostupnosti supstrata. Povišenje koncentracije anaboličkih i katabolickih međuspojwva i/ili krajnjeg produkta može utjecati na brzinu metabolizma određenog metaboličkog puta.

## Unutarnje poveznice
- Metabolizam
- Metabolička mreža

## Vanjske poveznice
- BioCyc: Metabolic network models for hundreds of organisms, pristupljeno 19. ožujka 2014.
- KEGG: Kyoto Encyclopedia of Genes and genomes, pristupljeno 19. ožujka 2014.
- Reactome, a database of reactions, pathways and biological processes, pristupljeno 19. ožujka 2014.